# Springhill
Springhill é uma cidade localizada no estado americano de Luisiana, na Paróquia de Webster.

## Demografia
Segundo o censo americano de 2000, a sua população era de 5439 habitantes.
Em 2006, foi estimada uma população de 5186, um decréscimo de 253 (-4.7%).

## Geografia
De acordo com o United States Census Bureau tem uma área de
16,2 km², dos quais 16,1 km² cobertos por terra e 0,1 km² cobertos por água.

## Localidades na vizinhança
O diagrama seguinte representa as localidades num raio de 24 km ao redor de Springhill.